# Palais Preysing
Le Palais Preysing est un édifice de style Baroque tardif se trouvant à Munich, qui a servi de résidence pour les Comtes de Preysing. Pour le distinguer du proche Palais Neuhaus-Preysing, il est aussi appelé l'Ancien Palais Preysing.

## Description
Joseph Effner a construit le palais entre 1723 et 1728 pour le Comte Johann Maximilien de Preysing en face de la Résidence. C'est le premier palais de style Rococo de Munich. Les murs extérieurs sont ornés de stuc. Depuis sa restauration après les destructions de la Seconde Guerre mondiale, l'édifice abrite des boutiques et des bureaux mais son escalier décoré est ouvert au public.

## Viscardigasse
Le palais est situé derrière la Feldherrnhalle de l'Odeonsplatz, qui y est adossée. La petite rue derrière le Palais Preysing reliant la Residenzstrasse et la Theatinerstraße se nomme Viscardigasse (d'après Giovanni Antonio Viscardi), mais est habituellement connue par les habitants sous le nom de "Drueckebergergasse". "Drueckeberger" est une expression d'argot allemand pour désigner quelqu'un qui essaie d'éviter son devoir. Adolf Hitler avait en effet ordonné que chaque personne passant la Feldherrnhalle fasse le salut nazi, comme hommage aux sympathisants nazis tués à cet endroit dans le Putsch de la Brasserie de 1923. Beaucoup de gens ont alors pratiqué une sorte de résistance passive en faisant un détour vers le bas de la Viscardigasse, pour éviter de passer la Feldherrnhalle et d'avoir à saluer. Au milieu des années 90, une bande ondulée de pavés de couleur or a été placée dans le Viscardigasse en mémoire de cette résistance civile.

## Galerie d'images

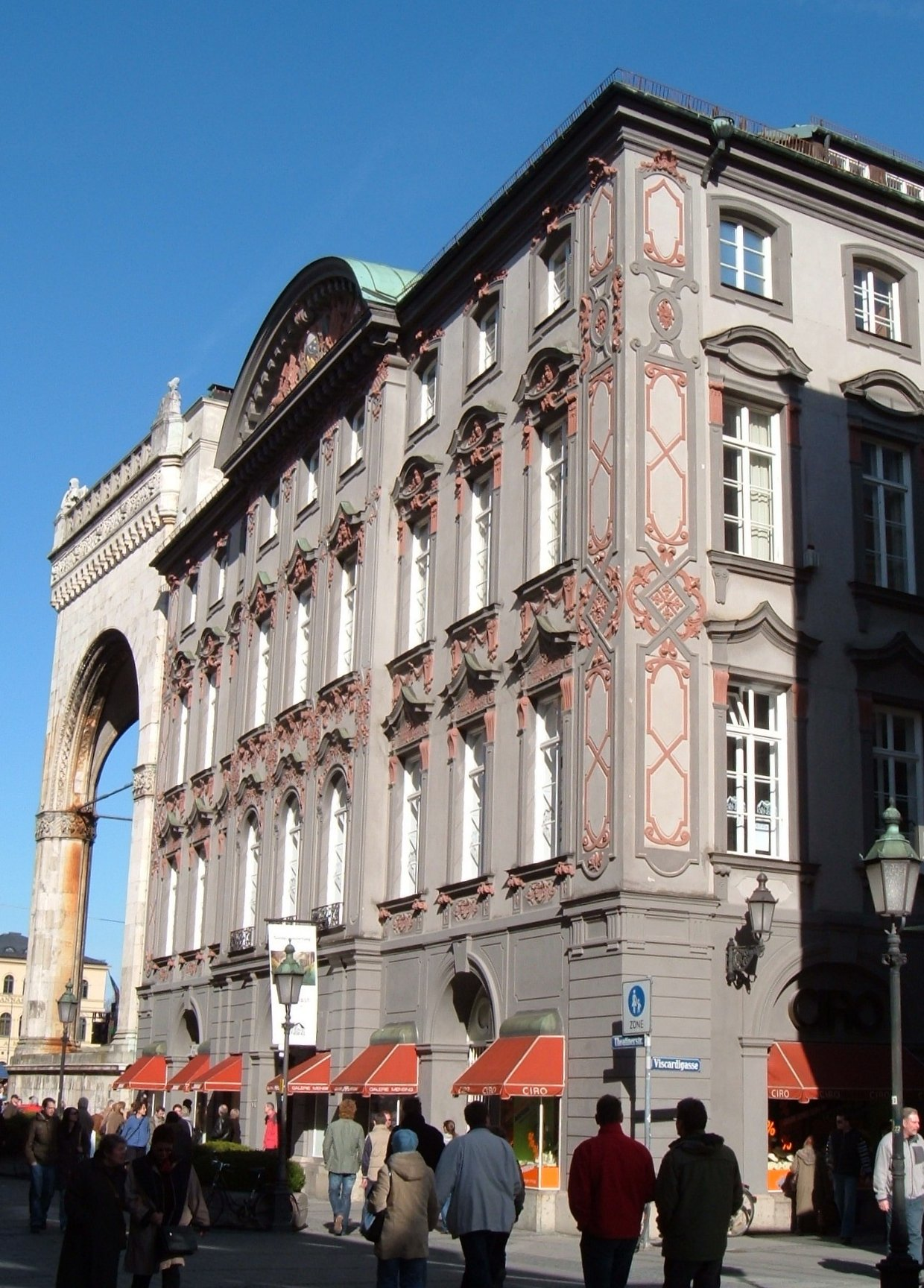
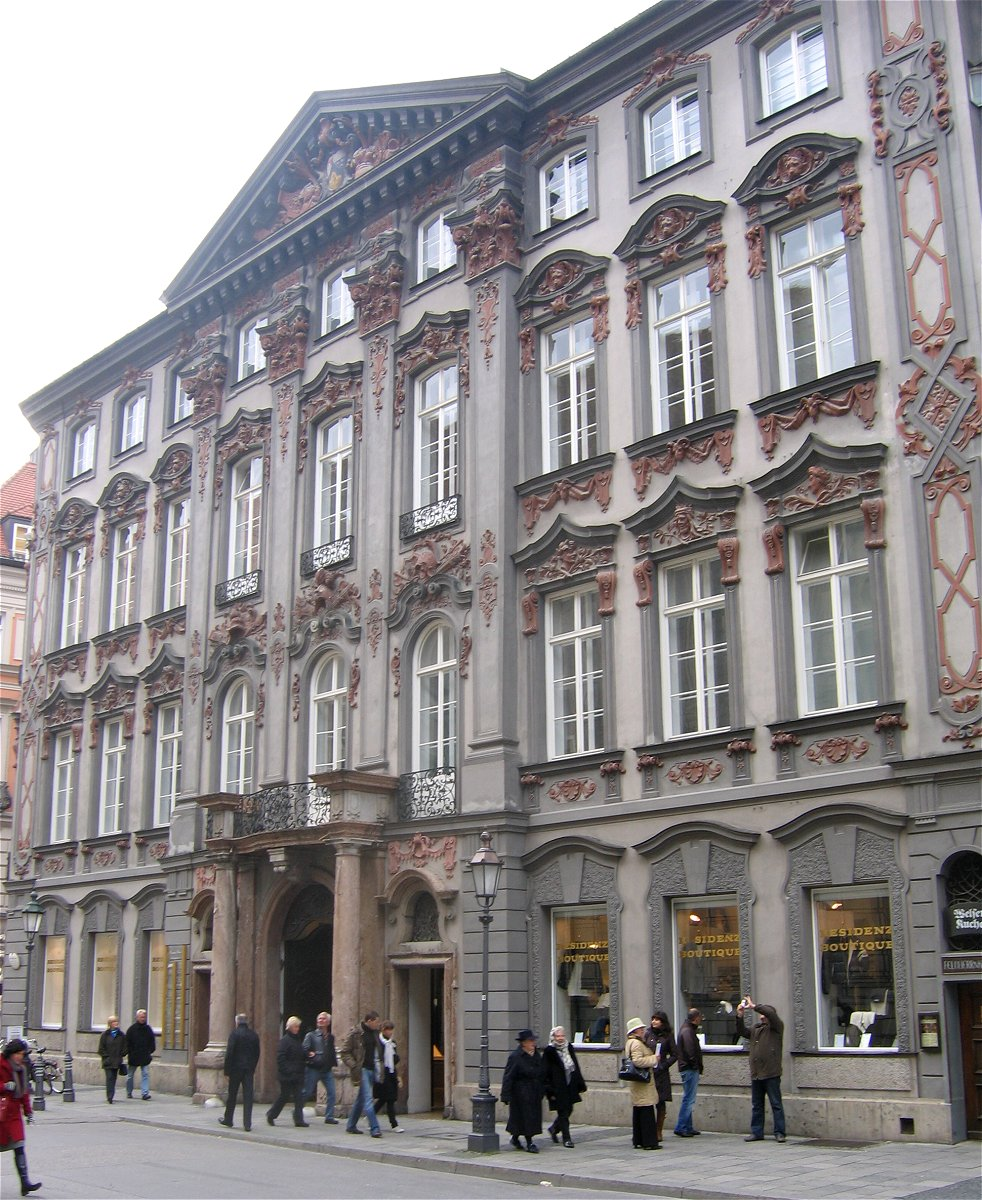
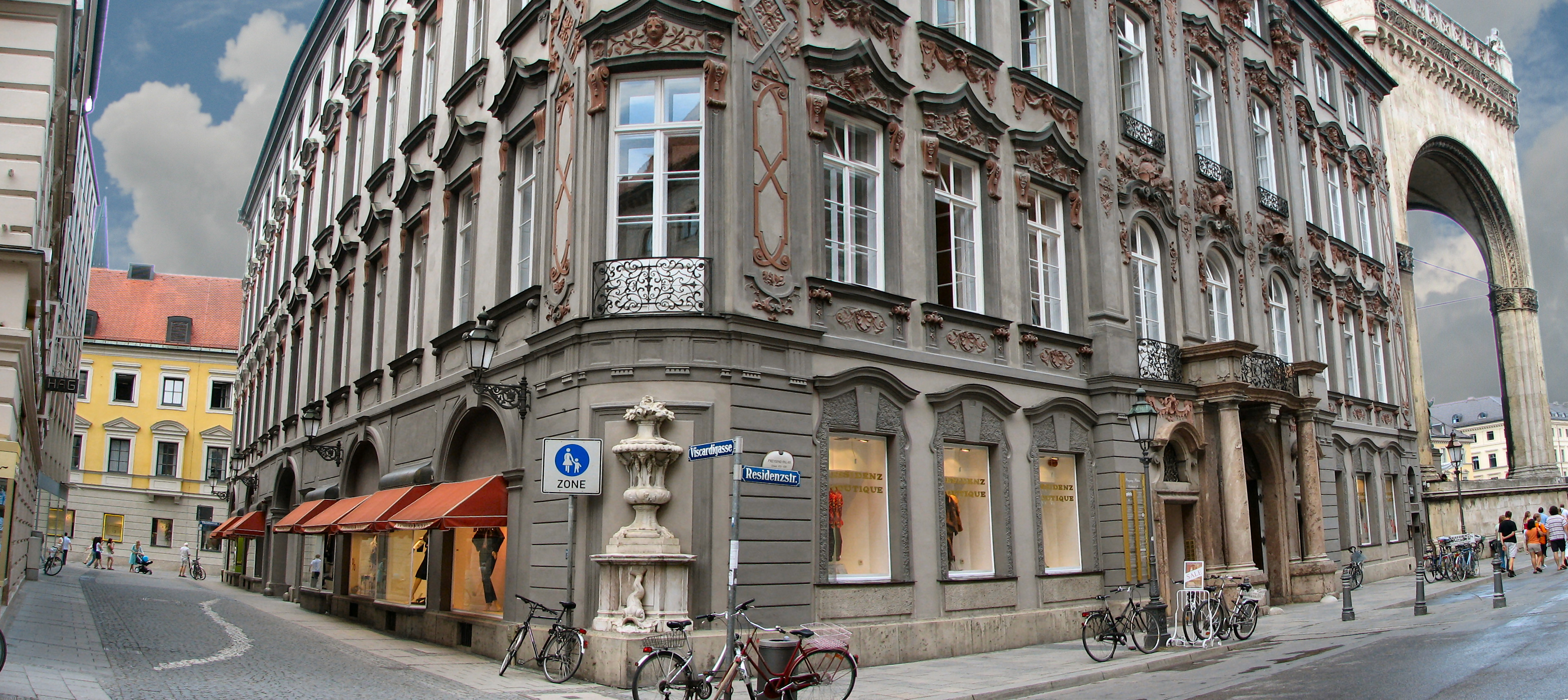
Viscardigasse avec le Palais Preysing et la Feldherrnhalle